# Zincirlikuyu
Zincirlikuyu ist ein Stadtviertel im Stadtbezirk Şişli auf der europäischen Seite der türkischen Stadt Istanbul. Es gehört verwaltungstechnisch zum Stadtteil (Mahalle) Esentepe und befindet sich auf einem Hügel an der Bezirksgrenze zu Beşiktaş im Osten. Das Gebiet wurde in den letzten Jahren saniert und ist inzwischen ein bedeutender Nahverkehrsknotenpunkt. Außerdem ist Zincirlikuyu als wichtiger Verkehrsknoten bekannt, an dem der von Beşiktaş kommende Barbaros Bulvarı als Nord-Süd-Achse auf die Büyükdere Caddesi in Richtung Beyoğlu trifft. Außerdem verläuft hier die Autobahn Otoyol 1, die über die Brücke der Märtyrer des 15. Juli in den asiatischen Teil der Stadt führt.

## Verkehr

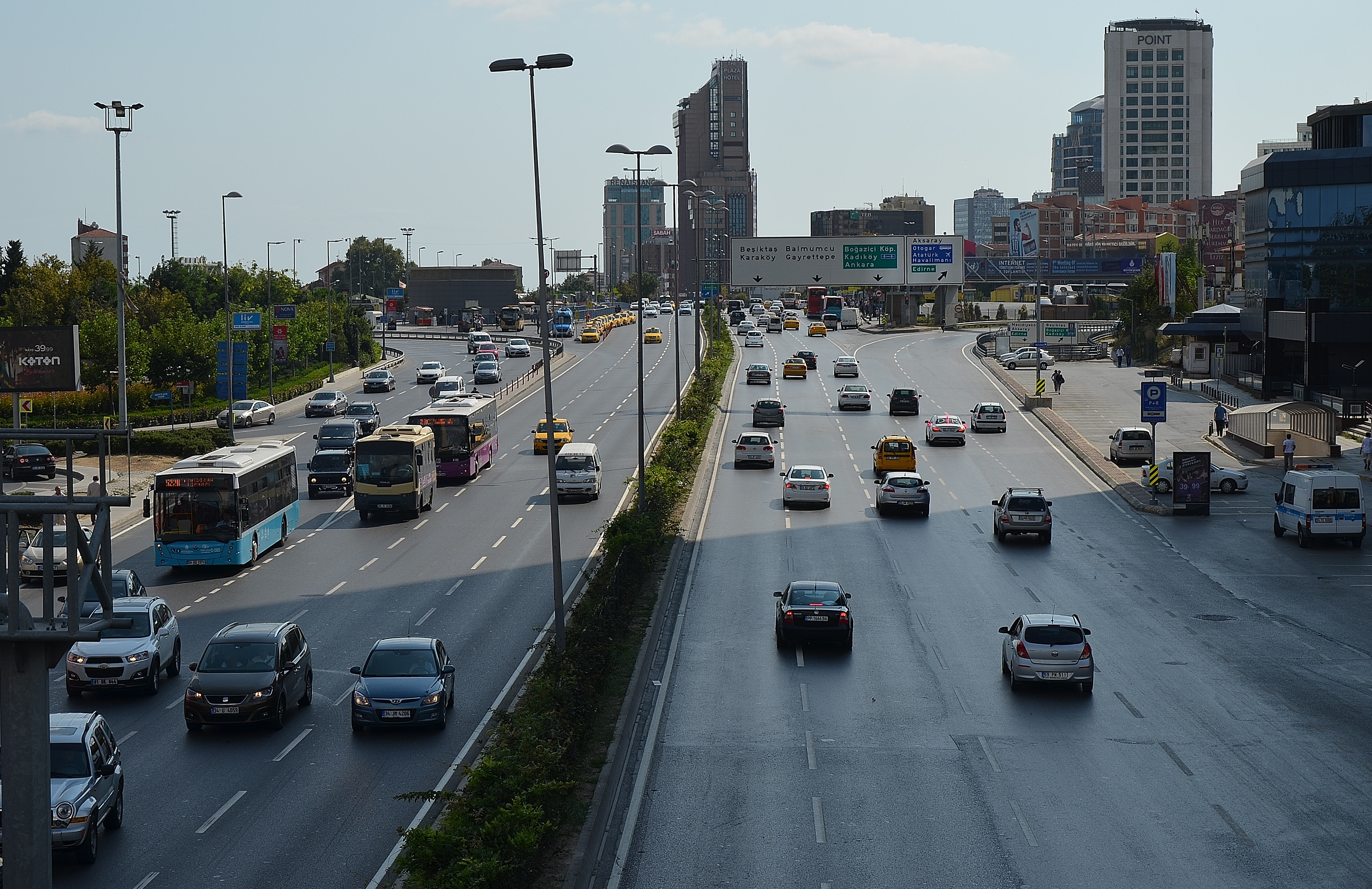
Barbaros Bulvarı in Zincirlikuyu

Zincirlikuyu ist ein wichtiger Busknotenpunkt der europäischen Seite Istanbuls. Das Viertel verfügt über Bushaltestellen nach Levent, Mecidiyeköy und Beşiktaş und ist die erste Haltestelle nach der Bosporus-Brücke für den Busverkehr aus Asien. Es wird von mehr als vierzig İETT-Stadtbuslinien und fünf der acht Metrobüs-Linien angefahren und ist Endhaltestelle und Terminal einiger Linien.
Die Metrobüs-Station Zincirlikuyu ist mit der U-Bahnstation Gayrettepe und dem Zorlu Center über Fußgängertunnel mit einer Gesamtlänge von 770 m und Fußgängerunterführungen von 230 m verbunden, die über 6 Rolltreppen, 7 Aufzüge für Behinderte und 14 Fahrsteige mit einer Länge von 368 m verfügen. Der Bau dieser Verbindungstunnel kostete 40 Millionen Türkische Lira.

## Bildung
Das Dinçkök Mesleki ve Teknik Anadolu Lisesi ist eine sekundäre Bildungseinrichtung für technische Bauberufe, die von der Stiftung der Industriekammer Istanbul (İSOV) betrieben wird und südlich des Friedhofs Zincirlikuyu liegt. Der Schulkomplex, der aus mehreren Gebäuden auf einem Grundstück von 40.000 m² besteht, wurde 1884 vom Hofarchitekten Sarkis Balyan (1835–1899) errichtet. Er wurde in den Anfängen von Yusuf Izzettin Efendi (1857–1916), dem Sohn des Sultans Abdülaziz (1830–1876) und Kronprinzen des Osmanischen Reiches als Sommerjagdvilla genutzt. Nach seinem Tod wohnte seine Familie in dem Gebäudekomplex, der aus drei Gebäuden für Frauen (Harem), Männer, sowie Gäste und Bedienstete bestand. Von 1923 bis 1939 diente der Komplex als Grundschule für Waisenkinder. Er wurde dann durch neue Gebäude erweitert und in eine Berufsschule für die Ausbildung in Berufen der Baubranche umgewandelt. Im Jahr 2000 wurde die Verwaltung des Lise an die İSOV übertragen und zum İSOV Teknik ve Endüstri Meslek Lisesi.

## Wirtschaft
Zincirlikuyu ist ein belebtes Viertel mit vielen Geschäften und Unternehmen. Bedeutend ist das im Oktober 2013 eröffnete Zorlu Center als Komplex aus Wohnbebauung, Büroflächen und Einkaufszentrum mit über 200 Geschäften auf 105.000 m². Es umfasst auch das größte Zentrum für darstellende Künste in Istanbul (Zorlu PSM).

## Sehenswürdigkeiten

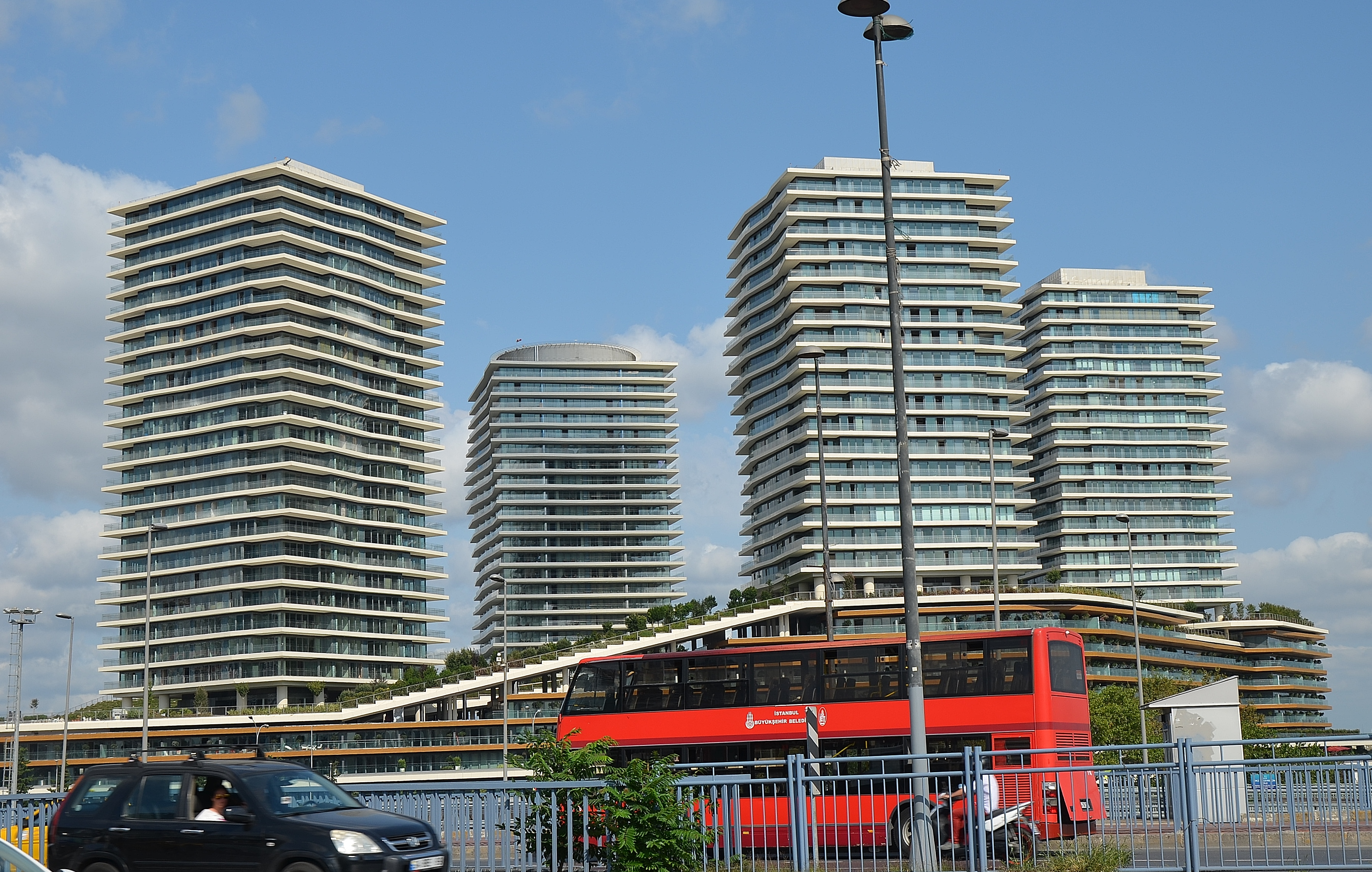
Die Hochhäuser des Zorlu-Centers

Der Friedhof Zincirlikuyu ist einer der größten Friedhöfe Istanbuls und nimmt mit einer Fläche von 0,381 km² einen Großteil des Viertels ein. Im Jahr 1935 in damals zeitgemäßem Design am damaligen Stadtrand geplant, erreichte er in den 1950er Jahren seine heutige Größe. Der Friedhof ist bekannt für die Gräber vieler prominenter Persönlichkeiten aus Politik, Wirtschaft, Sport und Kultur. Hier befindet sich auch der Hauptsitz des Friedhofsdienstes der Stadtgemeinde Istanbul.